# 根津嘉一郎 (2代目)
2代目根津 嘉一郎（2だいめ ねづ かいちろう、1913年（大正2年）9月29日 - 2002年（平成14年）2月15日）は、日本の実業家。根津財閥の二代目総帥。東武鉄道社長。日本陶磁協会第6代理事長。戦前から平成にかけて東武鉄道の社長を約53年務め、会長になった後も同社の経営を指揮してきた。「東武鉄道中興の祖」と称される。

## 来歴・人物

### 出生
初代根津嘉一郎の長男。初代嘉一郎が数え54の年に生まれた初の男子で唯一の実子である。出生名は根津 藤太郎（ねづ とうたろう）。
山梨県に生まれ、青南小学校から父の設立した武蔵高等学校へ進学。在学中は剣道部に在籍し、同期に佐々木陽信、広瀬真一がいた。その後東京帝国大学に進学、1936年（昭和11年）3月に経済学部を卒業した。
卒業後すぐに、父である（初代）嘉一郎の秘書を務めた。この時点で東武鉄道に入社していたとする資料も多いが、本人の弁によればこれは自宅を拠点とした仕事であり、（初代）嘉一郎の個人秘書という立場であったという。

### 家督と経営の相続
1940年（昭和15年）1月に東武鉄道社長を務めていた初代嘉一郎が死去すると根津家の家督を相続し、さらに同年2月の取締役会で東武鉄道の取締役となり監査部長の任に就いた。翌1941年（昭和16年）7月に27歳で第4代東武鉄道社長に就任した。同年11月には安田善五郎の三女・延子と結婚、12月には2代目根津嘉一郎を襲名した。
齢30に満たない中での社長就任は、当時としても異例の若さと考えられていた。十分な経験のないままに先代の事業と財産を継承せざるを得なかった根津ではあったが、先代との関係が深い実業家として正田貞一郎、宮島清次郎、河西豊太郎などが彼を後見し、また根津家の縁者である根津啓吉、福島茂富、須田宣らが取締役会に名を連ねて彼を支えた。
ただし、初代嘉一郎が経営していた全ての事業・財産を相続したわけではなかった。初代嘉一郎は「子孫のために美田を買わず」の信念を持ち、遺族には150万円（当時）のみを残しあとは寄付するように伝えていたという。2代目嘉一郎はこの遺訓を守り、青山の邸宅を根津美術館として公開、また財産の多くを根津育英会に寄贈した。土地・建物、有価証券など総額は5000万円（当時）に上った。この時、多くの関係者は「遺産寄付の意向を口頭で聞き及んでいた」ものの初代嘉一郎が遺言状を残していなかったため、本来であれば寄付による相続税控除の対象外となるはずであった。そこで後見役の一人である宮島が当時東京国税局長の任にあった池田勇人に相談し、池田は「貴重な文化財の流出を食い止める」として寄付分を相続財産から除外することを認めたという逸話が残っている。
またいわゆる根津財閥を構成するとされていた企業の多くは、根津の経営面の後継者たちに継承されるか日産コンツェルンなどに譲渡され、根津家にとっては単なる投資先となった。2代目嘉一郎は富国徴兵保険や太平生命の取締役には就いたものの、社長として継承した事業は東武鉄道と、根津合名会社によるいくつかの不動産・投資事業のみであった。

### 東武中興の祖
根津は自宅から電車通勤をし、酒もタバコも嗜まないといった、資産家の子弟らしからぬ質素な生活が当時好意的に受け止められていた。また行儀がよい、男前のお坊ちゃんなどの評価がある一方、労働争議には自ら立ち会い、譲れない一線を持つなど父親譲りの豪胆さも備えていた。
その後1994年（平成6年）6月に、国鉄出身の内田隆滋に社長を譲って会長に退くまで、53年近くにわたって社長を務めた。これは、任天堂元社長山内溥より半年ほど長く、東京証券取引所に上場する企業としては最長の在任記録である。
父・根津嘉一郎とともに、美術や茶道にも造詣が深く、趣味は自らが理事長・館長を務めた根津美術館での美術鑑賞でもありまた昭和16年の同美術館開館と、第二次世界大戦で被害を受けた同美術館の1954年（昭和29年）の復興にも大きく関わった。根津美術館の項目も参照されたい。また、学校法人根津育英会理事長をも務め、青少年への教育にも貢献したことから、1972年（昭和47年）に藍綬褒章を受けるなど、文化面への貢献も大きい。
1984年（昭和59年）11月6日には鉄道事業功労者として勲一等瑞宝章を受けた。
2002年（平成14年）2月15日に心不全で死去した。享年88。同年2月21日に増上寺で告別式が行われた。墓所は多磨霊園。

## エピソード
- 父である初代嘉一郎は、子に贅沢をさせるのは良くないという信念のもと、鉄道旅行では藤太郎を常に3等車に乗せていた[注釈 2]。藤太郎が武蔵高校在学中にアメリカへの留学機会があったが、初代嘉一郎は藤太郎が学校から受け取った留学費用を返納させ、船の3等客室の旅費を渡して渡航させたという[38]。
- 東武鉄道の中興の祖として、戦後の復興から、鉄道・バス輸送力増強のみならず、流通・不動産・レジャー産業など関連事業への進出・拡大などを大きく推進してきた。中でも特筆されるのが、昭和30年代からの急激な輸送量の増加に伴う鉄道輸送力増強については、関東の大手民鉄で初めて連続立体交差事業による複々線区間を開通させたり、帝都高速度交通営団日比谷線との相互直通運転を早くから開始させるなど、鉄道・バス輸送の施設充実を通じ、各種輸送力強化を積極的に推進した。1989年（平成元年）から行われた北千住駅大改良工事も、そのうちの一つである。
- また日光・鬼怒川方面の観光振興にも大きく貢献し、特に1960年のデラックス・ロマンスカー1720系新造に際しては、『世界の日光線にふさわしい新車両を』[39]という合言葉を作ったほか、野岩鉄道会津鬼怒川線の開業、100系スペーシア新造、東武ワールドスクウェア開業にも大きく関与し、日光・鬼怒川を確固たる経営資源に成長させた。
- 人物像は、物静かで物腰の軟らかい温厚な紳士であった。『ケガに注意いたしましょう ご家族が無事の帰りをお待ちです』『お客様の身になって心になって』『親切な東武バスを実践しよう』などの標語を定めたり、勲一等瑞宝章を受章した際には社内報で『会社全体がいただいたもの』と語った[33][34]。さらに、いわゆる同族経営によくあるワンマン経営者ではなく、社員などに叱ることもなかったなど、そうした点からも温厚な人物像であったことがよく分かる[31]。
- 趣味は自ら館長・理事長を務める根津美術館での鑑賞であったほか、自らも茶道を嗜むなど[40]、父親である初代根津嘉一郎の影響も大きい。
- 趣味はゴルフ[4]。宗教は浄土宗[4]。住所は東京目黒区上目黒[4]、港区南青山。

## 家族・親族

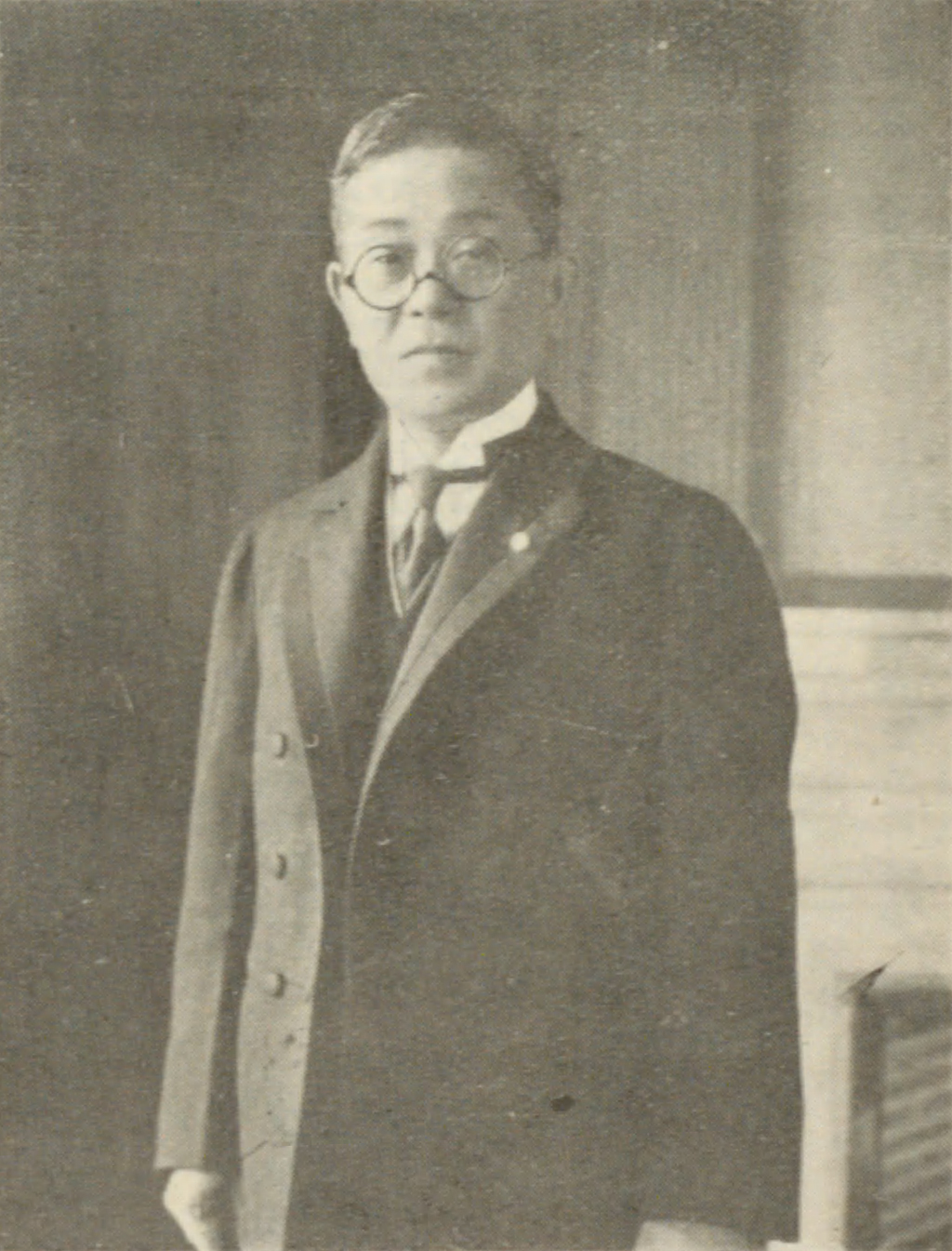
父・初代根津嘉一郎

根津家
- 父・嘉一郎[41][42]（1860年 - 1940年、実業家、衆議院議員、貴族院議員[42]） - 「鉄道王」と呼ばれた[42]。
- 母・久良（慶應2年[注釈 3] - 1963年1月7日[44]、村上知彰の六女[4]、村上知充の妹[41]）
- 妻・延子（1917年2月 - 2001年5月27日[45]、安田善五郎三女）[注釈 4]
  - 成蹊女学校出身。
- 長女・礼子（1943年 - 、日向方齊の長男・宏太郎の妻）
- 二女・布美子（1946年 - 、神戸電鉄会長森薫の三男の妻）[4]
- 三女・恭子（1948年 - 、旧皇族竹田家第三代当主・竹田恒正の妻）
- 長男・公一（東武百貨店名誉会長及び根津美術館館長・理事長[48]、学校法人根津育英会理事長、1950年 - ）
- 次男・嘉澄（東武鉄道社長、1951年 - ） - 1999年に東武鉄道社長就任。

親族
- 竹田恒徳 - 三女・恭子の夫の父親。旧皇族、祖父は明治天皇。
- 竹田恆和 - 恒徳の3男、前JOC会長。オリンピック馬術日本代表（ミュンヘンおよびモントリオール）。
- 根津啓吉 - 旧姓「内藤」。伯父（初代嘉一郎の兄・一秀）の長娘・たかの夫（いわゆる婿養子）、実業家、貴族院議員[49]。山梨県多額納税者、農業[41]。

## 主な役職
- 東武鉄道 社長・会長
- 東武百貨店 社長
- 東北急行バス 社長
- 蔵王ロープウエイ 社長
- 松島観光開発 会長
- 池袋ターミナルビル（旧・池袋ターミナルホテル）会長
- 学校法人根津育英会 理事長
- 根津美術館 館長・理事長
- 株式会社松屋 取締役
- 東京急行電鉄 取締役
- 日本鉄道会議所 会長
- 日本民営鉄道協会 会長
- 関東鉄道協会 会長
- 鉄道貨物協会 会長
- 社団法人日本経済団体連合会 常任理事
- 国鉄資産管理等公正委員会 委員
- 日本陶磁協会 理事長（1990年～2002年）[50]
- 近畿日本鉄道 監査役[51][52]